# آپارات‌چی
آپارات‌چی یا پروژکشنیست (انگلیسی: Projectionist) که وظیفه هدایت یک فیلم پروژکتور را برعهده دارد. این اصطلاح به‌طور عمومی به معنای فردی است که توان کار با پروژکتور را دارد، اما به‌طور خاص آپاراتچی یک کارمند رسمی سالن سینما است. آپاراتچی‌ها می‌بایست نه‌تنها آشنایی با پروژکتور از نظر تکنیکی داشته‌باشند، بلکه باید با مفاهیم اولیه فیلم آشنایی داشته و توان نگهداری و تعمیر را نیز داشته‌باشد. با توجه به دیجیتالشدن فیلم‌ها این شغل در معرض انقراض است.
ابزار کار آپارات‌چی‌ها در طول زمان تغییر کرده‌است. با تغییر از آنالوگ به دیجیتال، ابزار از نوارهای فیلم و پروژکتورهای عادی به هارد دیسک، کامپیوتر و پروژکتورهای دیجیتال تغییر یافته‌است.

## در فرهنگ عامه
فیلم‌ها و مستندهای متعددی با محوریت آپاراتچی‌ها ساخته‌شده‌است، که شاخص‌ترین آن‌ها سینما پارادیزو می‌باشد. از موارد مطرح دیگر می‌توان به برخورد در شب و حرامزاده‌های لعنتی اشاره کرد.